# 司马义伯克
司马义 一般叫做司马义伯克 (維吾爾語：إسماعيل بیگ‎) 伯克是尊称。维吾尔族。第一东突厥斯坦共和国参与者。

## 生平
1933年5月31日，阿克苏战役中与马占仓领导的回族军队交战，被逐出阿克苏。他是阿克苏的导引:89。他是和田埃米尔 阿不都拉·布格拉和他的兄弟的支持者:241。